# Campeonato Chinês de Ginástica Artística
O Campeonato Chinês de Ginástica Artística é uma competição nacional chinesa anual de ginástica artística.

## Medalhistas

### Homens

#### Individual geral
| Edição | Local    | Ouro                    | Prata         | Bronze             |
| ------ | -------- | ----------------------- | ------------- | ------------------ |
| 2009   | Jinan    | Feng Jing               | Guo Weiyang   | Feng Zhe           |
| 2010   | Zhuzhou  | Guo Weiyang             | Liao Qiuhua   | Lü Bo Tong Yingjie |
| 2011   | Kunshan  | Guo Weiyang Teng Haibin |               | Lü Bo              |
| 2012   | Shanghai | Guo Weiyang             | Huang Yuguo   | Teng Haibin        |
| 2013   | Dalian   | Liu Rongbing            | Lin Chaopan   | Deng Shudi         |
| 2014   | Nanning  | Deng Shudi              | Liu Rongbing  | Lin Chaopan        |
| 2015   | Fuzhou   | Deng Shudi              | Zhou Shixiong | Lin Chaopan        |
| 2016   | Hefei    | Lin Chaopan             | Deng Shudi    | Liu Rongbing       |
| 2017   | Wuhan    | Lin Chaopan             | Xiao Ruoteng  | Deng Shudi         |
| 2018   | Zhaoqing | Xiao Ruoteng            | Sun Wei       | Deng Shudi         |
| 2019   | Zhaoqing | Deng Shudi              | Sun Wei       | You Hao            |
| 2020   | Zhaoqing | Sun Wei                 | Xiao Ruoteng  | Deng Shudi         |
| 2021   | Chengdu  | Xiao Ruoteng            | Zhang Boheng  | Lin Chaopan        |
| 2022   | Hangzhou | Zhang Boheng            | Sun Wei       | Yang Jiaxing       |
| 2023   | Jinan    | Zhang Boheng            | Shi Cong      | Ta Yinga           |
| 2024   | Zhaoqing | Shi Cong                | Xiao Ruoteng  | Sun Wei            |

1. ↑  https://thegymter.net/2018/05/14/2018-chinese-championships-mens-results/
2. ↑  https://thegymter.net/2019/05/18/2019-chinese-championships-mens-results/
3. ↑  https://thegymter.net/2020/10/01/2020-chinese-championships-mens-results/
4. ↑  https://thegymter.net/2021/05/10/2021-chinese-championships-mens-results/
5. ↑  https://thegymter.net/2022/09/11/2022-chinese-championships-mens-results/
6. ↑  https://thegymter.net/2023/05/28/2023-chinese-championships-mens-results/
7. ↑  https://thegymter.net/2024/04/30/2024-chinese-championships-mens-results/